# هوبرت سلبی جونیور
هوبرت سلبی جونیور (انگلیسی: Hubert Selby, Jr.؛ ۲۳ ژوئیه ۱۹۲۸ – ۲۶ آوریل ۲۰۰۴ (aged ۷۵)) یک فیلم‌نامه‌نویس، پدیدآور، رمان‌نویس، و نویسنده اهل ایالات متحده آمریکا بود.
وی فیلم‌نامه‌نویس فیلم‌هایی همچون مرثیه برای یک رؤیا بوده است.

## رمان
- Last Exit to Brooklyn (رمان، ۱۹۶۴)
- اتاق (رمان، ۱۹۷۱)
- The Demon (رمان، ۱۹۷۶)
- Requiem for a Dream (رمان، ۱۹۷۸)
- Song of the Silent Snow (داستان‌های کوتاه، ۱۹۸۶)[۱]
- درخت بید (رمان، ۱۹۹۸)
- Waiting Period (رمان، ۲۰۰۲)